# 변현
변현(邊顯, 1356년 ~ ?)은 고려 말 조선 초의 문신이다. 본관은 원주이며, 원천부원군(原川府院君) 변안렬(邊安烈)의 장남이다.
1382년(고려 우왕(禑王) 8년) 문과에 급제하였다. 벼슬이 통훈대부 관봉상시사에 이르렀다. 1402년(조선 태종 2년)에 조사의(趙思義)의 모반사건에 연루되어 곤장형을 당하고 하방(遐方)으로 유배되었다.
묘소는 경기도 남양주시 진건읍 용정리에 있다.

## 가족
- 증조부 : 변순(邊順)
  - 조부 : 변량(邊諒)
    - 부 : 변안렬(邊安烈, 1334년 ~ 1390년)
      - 동생 : 변이(邊㶊, 1360년 ∼ 1439년)
      - 동생 : 변예(邉預, 1363년 ~ 1417년)

    - 처부 : 전오륜(全五倫)
      - 부인 : 정선 전씨(旌善全氏)
        - 아들 : 변극충(邊克忠)
        - 아들 : 변극민(邊克愍)